# Bozzole
Bozzole är en ort och kommun i provinsen Alessandria i regionen Piemonte i Italien. Kommunen hade 334 invånare (2018).